# Gethyllis longistyla
Gethyllis longistyla là một loài thực vật có hoa trong họ Amaryllidaceae. Loài này được Bolus mô tả khoa học đầu tiên năm 1881.